# Джамоня, Душан
Душан Джамоня (хорв. Dušan Džamonja, макед. Душан Џамоња, [duʃan d͡ʒamɔɲa]; 31 января 1928 г. Струмица, Королевство Югославия — 14 января 2009, Загреб, Хорватия) — югославский и хорватский скульптор македонского происхождения; также автор проектных архитектурных решений музеев и галерей, памятников, небоскрёбов и мечетей.

## Жизнеописание
Душан Джамоня родился в 1928 году в городе Струмица Королевства Югославия.

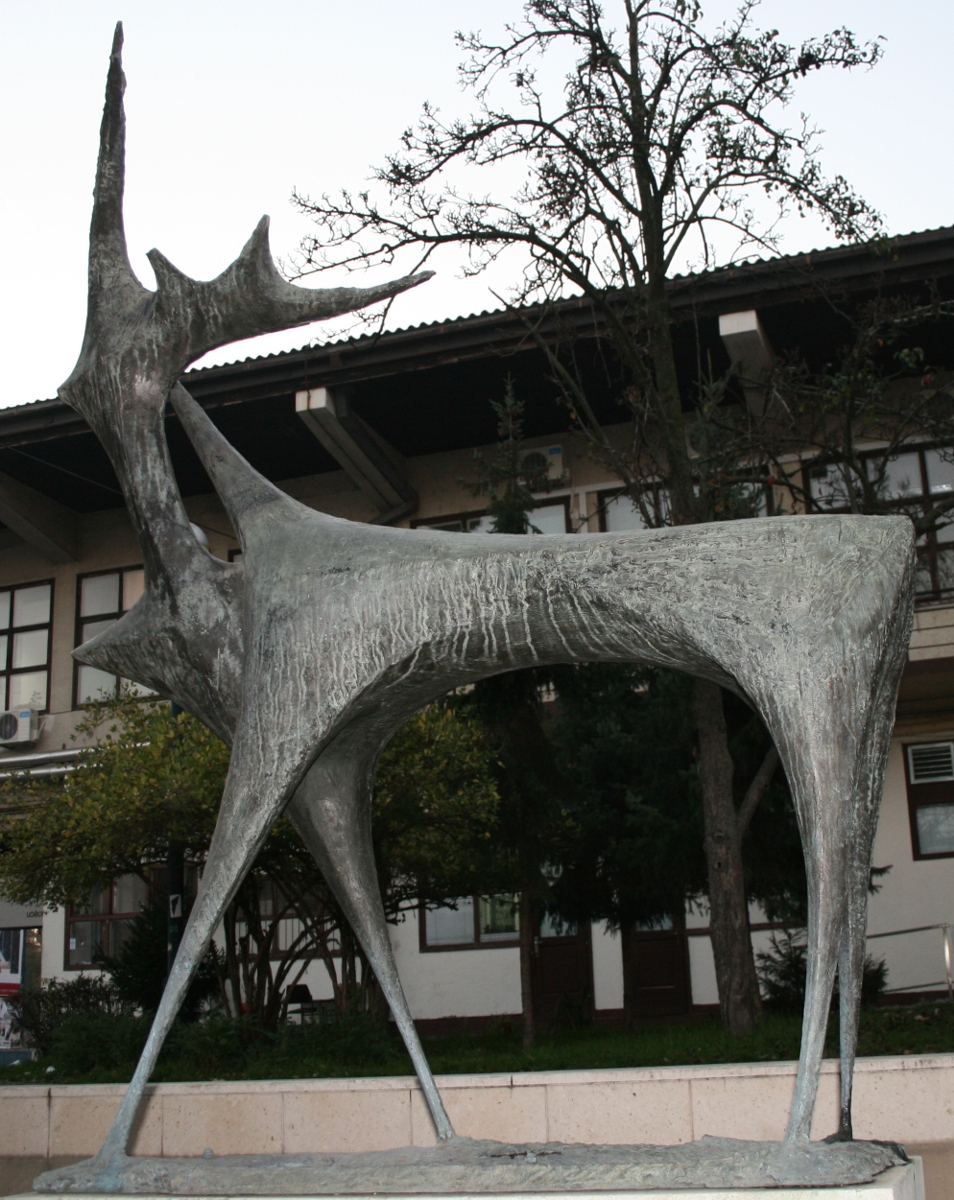
Скульптура Джамони «Олень» в Загребе

Учился в Загребе — в Академии изящных искусств под наставничеством профессоров Вани Радауша (Vanja Radauš), Франо Кршинича (Frano Kršinić) и Антуна Августинчича, которые были известными художниками.
Открыл собственные мастерские в Загребе (1953), во Врсаре в Истрии (с 1970 года) и в Брюсселе в Бельгии (с 1987 года).
Работы Джамони, вне зависимости от тематики, демонстрируют склонность их автора к техническим и формативным экспериментам, смещению художественных акцентов с формы на динамику и напряженные очертания, которые получают символическое значение. Эти поиски и исследования новых форм привели художника к использованию в скульптуре новых материалов, особенно стали и стекла.

Душан Джамоня был удостоен многочисленных наград, в том числе был лауреатом премии Владимира Назора за жизненные достижения (2007). С 2004 года — академик Хорватской академии наук и искусств. Художник проживал попеременно в своих мастерских в Загребе, во Врсаре и в Брюсселе.
Душан Джамоня умер 14 января 2009 года в Загребе, в возрасте 80 лет.
Во Врсаре действует парк скульптур Джамони.

## Работы
- Памятник революции в Мославине.